# Иванова, Мария Павловна
Мария Павловна Иванова (4 июля 1931 года, село Шилово, Гремяченский район, Воронежская область) — передовик производства, штукатур треста № 52 «Воронежоблсельстрой». Герой Социалистического Труда (1971).

## Биография
Родилась 4 июля 1931 года в крестьянской семье в селе Шилово Гремяченского района Воронежской области (сегодня — микрорайон Воронежа). С 1952 года работала разнорабочей и штукатуром в СМУ трестов № 1 и № 52 «Воронежсельстрой» и «Воронежоблсельстрой».
В 1971 году была удостоена звания Героя Социалистического Труда за высокие производственные показатели при выполнении 8-й пятилетки. В этом же году избиралась делегатом XXIV съезда КПСС.
В 1989 году вышла на пенсию.

## Награды
- Герой Социалистического Труда — указом Президиума Верховного Совета СССР от 7 мая 1971 года
- Орден Ленина